# Style (Zeitschrift)
Style ist eine zehnmal im Jahr erscheinende Frauenzeitschrift des Schweizer Medienhauses Ringier Axel Springer Schweiz AG. Sie wurde 2006 als Beilage zur Schweizer Illustrierten lanciert und erscheint seit 2008 als eigenständiges Magazin. Die Zeitschrift hat eine WEMF-beglaubigte Auflage von 78'999 (Vj. 80'821) verkauften bzw. 133'668 (Vj. 149'443) verbreiteten Exemplaren und ist mit einer Reichweite von 271'000 (Vj. 290'000) Lesern (WEMF MACH Basic 2018-II) die meistgelesene Frauenzeitschrift der Schweiz.

## Inhalt
Style behandelt hauptsächlich Themen rund um Fashion und Beauty, unter anderem Trends vom Laufsteg, inszenierte Modestrecken und Tipps für Frauenfrisuren und Kosmetik. Das Magazin zeigt auch, wie sich Promis stylen, bittet sie zu Interviews sowie ins Fotostudio und präsentiert, wie sie wohnen und reisen.